# Ana Terrón
Ana Belén Terrón Berbel (Granada, 7 de noviembre de 1983) es una trabajadora social y política española, diputada por Podemos en el Congreso durante las XI y XII Legislaturas.

## Biografía
Es diplomada en Trabajo Social. Ha trabajado para asociaciones de ayuda a la Dependencia, con población inmigrante, en barrios en riesgo de exclusión social y como cooperante, así como dinamizadora juvenil en el Ayuntamiento de Granada. Forma parte del Consejo Ciudadano Estatal de Podemos, es portavoz adjunta en la Comisión de Servicios Sociales y vicepresidenta segunda en la Comisión de Cooperación. En diciembre de 2015 fue candidata por Granada al Congreso de los Diputados, siendo elegida diputada para la XI Legislatura y reelegida en 2016 para la XII Legislatura.